# 許榮聰
许荣聪（1941?-），生於福建省晋江市金井镇，1980年赴澳門定居；為前保险中介，曾於美國友邦保險（百慕達）有限公司澳門分行及美國万通保险(亞洲)有限公司（萬通保險國際有限公司前身（港交所：0376））澳門分公司任職。
2003年，許榮聰與萬通澳門因「黑市保單」（指中國內地投保人沒有親身到澳門簽署的保險協議書）的當事人身故未獲該公司賠償而發生爭執，該公司以他業務違規將其辭退。他自2005年3月起以紅衣長髯的裝扮，於澳門中區鬧市一帶展示標語、散發傳單等，被称為「红衣奇人」、「紅衣戰士」等。許榮聰控訴萬通澳門不履行承諾等，並向特區政府、廉政公署等遞交請願信，要求追責該公司。

## 事件表
1995年5月，許榮聰於AIA任職。2001年8月，AIA引用金管局的新指引，「規定保險公司在簽發保單前，應向投保人索取有效文件，以證明投保人是在澳門境內簽署保險申請書」，因而拒絕受理許新遞交的十三份新的「黑市保單」。在此之前，「黑市保單」早已存在，並能正常受理，且均能成功索賠。
在2002年3月至10月期间，许荣聪向万通保险公司投195份保单，其参保人士均不能出示旅游签证正本。其後参保中一人在中國内地死亡，要求赔偿。万通保险公司要求其出示当时的《往来港澳通行证》正本，核查出入境记录。因为无法出示证件，万通保险公司拒絶理赔。
2003年，万通保险公司因發現許榮聰有違規行為，要求他解釋，並調查與之有關的二百多份內地保單，發現有不少於十份有問題，以偽造文件為由將其辭退。
2003年至2005年間某日，万通保险公司状告许荣聪诽谤。美國萬通保險公司指許榮聰不停散播詆諉公司的言論，令不少客戶及保險從業員對公司信心動搖，公司生意額更大幅下滑，損失約合980萬美元）。萬通以許榮聰嚴重影響公司商譽為由提出指控，要約合62萬美元民事索償。
2005年3月起，许荣聪再次先后向特首办、廉政公署、检察院等职能部门上访和诉讼。
2007年9月20日，許榮聰為了在內地提起對萬通保險駐上海代表處的訴訟，到金管局要求取回經他手交到該局代客戶追討公道的一百三十一份保險單。金管局拒絕。同年10月8日，初级法院第一刑事法庭合议庭以许荣聪三项诽谤罪名为由，将其判刑一年三个月，缓刑两年，并处赔偿罚款五十万元。許其後提出上訴 
2008年4月30日，中级法院对许之上诉作出终审判决，许荣聪无罪免罰。
2009年3月，許榮聰按照金管局提出的內地保單戶退回保單辦法，帶同五十七名內地保單戶的委託書到澳門金融管理局，要求取回存放該局的五十七份保單。局方以文件仍在處理中為由，未能交出保單。隨後許前往警局報警。同年5月22日，許通過上海恆隆律師事務所（連接） （页面存档备份，存于）三位律師組成的律師團，協助相關投保人提起取消萬通保險違規保險合同，要求退回保費及逾期利息，律師團已於7月23日起在上海市盧灣區人民法院進行訴訟。同年8月19日，許榮聰發表《保險黑洞》一書，聯同多名保單持有人於好世界酒樓舉行「揭露萬通保險黑幕」新聞發布會。
2010年6月，許榮聰與澳門民生力量聯合會理事長林明向廉政公署遞交了請願信，向時任廉攻專員馮文莊控告「兩大事件」。
2011年2月14日，許榮聰與林明向民政總署作出集會知會，其中提及「將本人多年的親身維權個案，向廣大市民作廣泛宣傳，基本法賦予澳門居民享有的權利，以保障自身的合法權益不受侵犯。」他們提出於2月17至28日，分別在中聯辦、議事亭前地、友誼廣場、三角花園、關閘廣場出境圓形地、祐漢公園進行示威行動。16日，治安警察局局長作出批示，指集會十分接近中聯辦，嚴重影響公共利益及安全，且由於多處集會地點為本澳商業、旅遊活動頻繁之區域及大量人群途經或聚集的地方，對公共秩序及安全構成嚴重影響，故不允許集會。許林二人後提出上訴。同月25日，終審法院裁定許榮聰等就治安警察局局長不允許他們在中聯辦大樓外進行示威集會的批示的司法上訴失敗。華僑報 （页面存档备份，存于）其中關於能否在中聯辦附近舉行集會是否與《基本法》相左之問題，引起法律界關注。
2013年6月28日，以「澳門市民維權總會」首候選人名義，申請報名參選2013年澳門立法會選舉，但不獲當局接納。
2019年6月10日，宣佈參加第五屆澳門行政長官選舉，但由於另一競選人賀一誠已在7月取得高達九成以上的提名票，因此無法取得足夠提名參選。

## 關連著作
- 《保險黑洞─中國維權“第一人”經歷萬通保險紀實》許旭 著，中國關愛出版社有限公司2009年7月初版，ISBN 9789993795018